# Cathay Dragon
Cathay Dragon (chiń. 國泰港龍航空) – nieistniejąca chińska linia lotnicza z siedzibą w Hongkongu. Do 2016 funkcjonująca pod nazwą Dragonair. Głównym węzłem był port lotniczy Hongkong.
Została założona 24 maja 1985, a rozpoczęła działalność w lipcu 1985. W październiku 2020 Cathay Pacific Group, właściciel linii, ogłosił, zakończenie prowadzenia działalności operacyjnej przewoźnika i przekazanie większości samolotów, wraz z obsługą tras do innej linii z grupy, HK Express.